# Europees kampioenschap voetbal onder 16 - 1986 (kwalificatie)
Het kwalificatietoernooi voor het Europees kampioenschap voetbal onder 16 voor mannen van 1986 was een toernooi dat duurde van 23 september 1985 tot en met 22 maart 1986. Dit toernooi zou bepalen welke 15 landen zich kwalificeerden voor het Europees kampioenschap voetbal mannen onder 16 van 1986. 
Griekenland hoefde niet aan dit toernooi mee te doen, omdat dit land als gastland direct gekwalificeerd is voor het hoofdtoernooi.

## Gekwalificeerde landen
| Land                           | Gekwalificeerd als           | Aantal deelnames |
| ------------------------------ | ---------------------------- | ---------------- |
| Griekenland                    | Gastland                     | 2e               |
| Noorwegen                      | Winnaar kwalificatiegroep 1  | 2e               |
| Denemarken                     | Winnaar kwalificatiegroep 2  | Debuut           |
| Schotland                      | Winnaar kwalificatiegroep 3  | 2e               |
| Zweden                         | Winnaar kwalificatiegroep 4  | 2e               |
| Spanje                         | Winnaar kwalificatiegroep 5  | 2e               |
| Portugal                       | Winnaar kwalificatiegroep 6  | 2e               |
| Nederland                      | Tweede kwalificatiegroep 6   | 2e               |
| Frankrijk                      | Winnaar kwalificatiegroep 7  | 2e               |
| Duitse Democratische Republiek | Winnaar kwalificatiegroep 8  | 2e               |
| Tsjecho-Slowakije              | Tweede kwalificatiegroep 8   | Debuut           |
| Italië                         | Winnaar kwalificatiegroep 9  | 3e               |
| Oostenrijk                     | Winnaar kwalificatiegroep 10 | Debuut           |
| Sovjet-Unie                    | Winnaar kwalificatiegroep 11 | 3e               |
| Bulgarije                      | Winnaar kwalificatiegroep 12 | 2e               |
| Roemenië                       | Winnaar kwalificatiegroep 13 | Debuut           |

## Kwalificatieronde

### Groep 1
De wedstrijden werden gespeeld tussen 13 en 20 oktober 1985.
| Pos | Team      | Wed | W | G | V | Ptn | DV | DT | +/− | Kwalificatie                      |  | NOR | IRL |
| --- | --------- | --- | - | - | - | --- | -- | -- | --- | --------------------------------- |  | --- | --- |
| 1   | Noorwegen | 2   | 1 | 1 | 0 | 3   | 3  | 2  | +1  | Geplaatst voor het hoofdtoernooi. |  | —   | 2–2 |
| 2   | Ierland   | 2   | 0 | 1 | 1 | 1   | 2  | 3  | −1  |                                   |  | 0–1 | —   |

### Groep 2
De wedstrijden werden gespeeld tussen 5 november 1985 en 11 maart 1986.
| Pos | Team          | Wed | W | G | V | Ptn | DV | DT | +/− | Kwalificatie                      |  | DEN | NIR |
| --- | ------------- | --- | - | - | - | --- | -- | -- | --- | --------------------------------- |  | --- | --- |
| 1   | Denemarken    | 2   | 1 | 1 | 0 | 3   | 1  | 0  | +1  | Geplaatst voor het hoofdtoernooi. |  | —   | 1–0 |
| 2   | Noord-Ierland | 2   | 0 | 1 | 1 | 1   | 0  | 1  | −1  |                                   |  | 0–0 | —   |

### Groep 3
De wedstrijden werden gespeeld tussen 23 september en 7 oktober 1985.
| Pos | Team      | Wed | W | G | V | Ptn | DV | DT | +/− | Kwalificatie                      |  | SCO | ISL |
| --- | --------- | --- | - | - | - | --- | -- | -- | --- | --------------------------------- |  | --- | --- |
| 1   | Schotland | 2   | 2 | 0 | 0 | 4   | 5  | 2  | +3  | Geplaatst voor het hoofdtoernooi. |  | —   | 3–1 |
| 2   | IJsland   | 2   | 0 | 0 | 2 | 0   | 2  | 5  | −3  |                                   |  | 1–2 | —   |

### Groep 4
De wedstrijden werden gespeeld tussen 2 en 23 oktober 1985.
| Pos | Team    | Wed | W | G | V | Ptn | DV | DT | +/− | Kwalificatie                      |  | SWE | FIN |
| --- | ------- | --- | - | - | - | --- | -- | -- | --- | --------------------------------- |  | --- | --- |
| 1   | Zweden  | 2   | 1 | 1 | 0 | 3   | 4  | 2  | +2  | Geplaatst voor het hoofdtoernooi. |  | —   | 2–0 |
| 2   | Finland | 2   | 0 | 1 | 1 | 1   | 2  | 4  | −2  |                                   |  | 2–2 | —   |

### Groep 5
De wedstrijden werden gespeeld tussen 13 november en 17 december 1985.
| Pos | Team      | Wed | W | G | V | Ptn | DV | DT | +/− | Kwalificatie                      |  | ESP | LUX |
| --- | --------- | --- | - | - | - | --- | -- | -- | --- | --------------------------------- |  | --- | --- |
| 1   | Spanje    | 2   | 2 | 0 | 0 | 4   | 9  | 0  | +9  | Geplaatst voor het hoofdtoernooi. |  | —   | 4–0 |
| 2   | Luxemburg | 2   | 0 | 0 | 2 | 0   | 0  | 9  | −9  |                                   |  | 0–5 | —   |

### Groep 6
De wedstrijden werden gespeeld tussen 30 oktober 1985 en 19 maart 1986.
| Pos | Team        | Wed | W | G | V | Ptn | DV | DT | +/− | Kwalificatie                      |     | POR | NED | SUI |
| --- | ----------- | --- | - | - | - | --- | -- | -- | --- | --------------------------------- | --- | --- | --- | --- |
| 1   | Portugal    | 4   | 1 | 3 | 0 | 5   | 4  | 2  | +2  | Geplaatst voor het hoofdtoernooi. |     | —   | 1–1 | 2–0 |
| 2   | Nederland   | 4   | 1 | 2 | 1 | 4   | 4  | 5  | −1  |                                   |     | 1–1 | —   | 2–1 |
| 3   | Zwitserland | 4   | 1 | 1 | 2 | 3   | 3  | 4  | −1  |                                   | 0–0 | 2–0 | —   |     |

### Groep 7
De wedstrijden werden gespeeld tussen 5 en 19 maart 1986.
| Pos | Team      | Wed | W | G | V | Ptn | DV | DT | +/− | Kwalificatie                      |  | FRA | BEL |
| --- | --------- | --- | - | - | - | --- | -- | -- | --- | --------------------------------- |  | --- | --- |
| 1   | Frankrijk | 2   | 1 | 1 | 0 | 3   | 3  | 1  | +2  | Geplaatst voor het hoofdtoernooi. |  | —   | 1–1 |
| 2   | België    | 2   | 0 | 1 | 1 | 1   | 1  | 3  | −2  |                                   |  | 0–2 | —   |

### Groep 8
De wedstrijden werden gespeeld tussen 3 oktober en 22 maart 1986.
| Pos | Team                           | Wed | W | G | V | Ptn | DV | DT | +/− | Kwalificatie                      |     | GDR | TCH | HUN |
| --- | ------------------------------ | --- | - | - | - | --- | -- | -- | --- | --------------------------------- | --- | --- | --- | --- |
| 1   | Duitse Democratische Republiek | 4   | 4 | 0 | 0 | 8   | 6  | 1  | +5  | Geplaatst voor het hoofdtoernooi. |     | —   | 2–0 | 1–0 |
| 2   | Tsjecho-Slowakije              | 4   | 1 | 0 | 3 | 2   | 3  | 5  | −2  |                                   |     | 1–2 | —   | 2–0 |
| 3   | Hongarije                      | 4   | 1 | 0 | 3 | 2   | 1  | 4  | −3  |                                   | 0–1 | 1–0 | —   |     |

### Groep 9
De wedstrijden werden gespeeld tussen 26 februari en 12 maart 1986.
| Pos | Team           | Wed | W | G | V | Ptn | DV | DT | +/− | Kwalificatie                      |  | ITA | FRG |
| --- | -------------- | --- | - | - | - | --- | -- | -- | --- | --------------------------------- |  | --- | --- |
| 1   | Italië         | 2   | 1 | 0 | 1 | 2   | 5  | 4  | +1  | Geplaatst voor het hoofdtoernooi. |  | —   | 1–3 |
| 2   | West-Duitsland | 2   | 1 | 0 | 1 | 2   | 4  | 5  | −1  |                                   |  | 1–4 | —   |

### Groep 10
De wedstrijden werden gespeeld tussen 22 oktober 1985 en 22 maart 1986.
| Pos | Team       | Wed | W | G | V | Ptn | DV | DT | +/− | Kwalificatie                      |  | AUT | POL |
| --- | ---------- | --- | - | - | - | --- | -- | -- | --- | --------------------------------- |  | --- | --- |
| 1   | Oostenrijk | 2   | 1 | 1 | 0 | 3   | 7  | 5  | +2  | Geplaatst voor het hoofdtoernooi. |  | —   | 2–2 |
| 2   | Polen      | 2   | 0 | 1 | 1 | 1   | 5  | 7  | −2  |                                   |  | 2–2 | —   |

### Groep 11
De wedstrijden werden gespeeld tussen 30 oktober en 20 november 1985.
| Pos | Team        | Wed | W | G | V | Ptn | DV | DT | +/− | Kwalificatie                      |  | URS | CYP |
| --- | ----------- | --- | - | - | - | --- | -- | -- | --- | --------------------------------- |  | --- | --- |
| 1   | Sovjet-Unie | 2   | 2 | 0 | 0 | 4   | 9  | 0  | +9  | Geplaatst voor het hoofdtoernooi. |  | —   | 5–0 |
| 2   | Cyprus      | 2   | 0 | 0 | 2 | 0   | 0  | 9  | −9  |                                   |  | 0–4 | —   |

### Groep 12
De wedstrijden werden gespeeld tussen 2 en 12 maart 1986.
| Pos | Team        | Wed | W | G | V | Ptn | DV | DT | +/− | Kwalificatie                      |  | BUL | YUG |
| --- | ----------- | --- | - | - | - | --- | -- | -- | --- | --------------------------------- |  | --- | --- |
| 1   | Bulgarije   | 2   | 1 | 0 | 1 | 2   | 5  | 2  | +3  | Geplaatst voor het hoofdtoernooi. |  | —   | 4–0 |
| 2   | Joegoslavië | 2   | 1 | 0 | 1 | 2   | 2  | 5  | −3  |                                   |  | 2–1 | —   |

### Groep 13
De wedstrijden werden gespeeld tussen 12 en 19 maart 1986.
| Pos | Team     | Wed | W | G | V | Ptn | DV | DT | +/− | Kwalificatie                      |  | ROU | TUR |
| --- | -------- | --- | - | - | - | --- | -- | -- | --- | --------------------------------- |  | --- | --- |
| 1   | Roemenië | 2   | 1 | 0 | 1 | 2   | 3  | 2  | +1  | Geplaatst voor het hoofdtoernooi. |  | —   | 2–0 |
| 2   | Turkije  | 2   | 1 | 0 | 1 | 2   | 2  | 3  | −1  |                                   |  | 2–1 | —   |

Jeugd-EK's: onder 21 · onder 19       Jeugd-WK's: onder 20 · onder 17